# Erdélyi Zoltán (újságíró)
Szentpéteri Erdélyi Zoltán (Kecskemét, 1872. április 5. – Budapest, 1915. február 6.) költő, író, hírlapíró.

## Életútja
Erdélyi Döme ügyvéd és csolnokosi Cholnoky Ilona fia. Iskoláit Szegeden a piaristáknál végezte 1889-ben; ekkor Budapestre ment és a jogi fakultásra iratkozott be az egyetemen. 1893-ban újságíró lett. 1898–1900-ban szerkesztette a Veszprémvármegye c. hetilapot.  1900-tól postatitkár,  a kereskedelmi minisztérium tisztviselője volt. Vesztett boldogság (1897) és Bazsalikom (1908) c. költői elbeszéléseivel elnyerte a Magyar Tudományos Akadémia Nádasdy-díját. Felesége Galamb József ügyvéd lánya, Galamb Rózsa volt. Sírja a Farkasréti temetőben található.
A besztercebányai Ifjuság Lapjába (1889.) kezdett verseket írni s ugyanott egy hazafias ódára kitűzött pályadíjat nyert; majd humoros verseket írt az Urambátyámba s a Szögedi Paprikába (1889.), az Üstökösbe, a Beszterczebánya és Vidékébe, Érsekujvár és Vidékébe, a Magyar Figaróba és a Bácskába (1891-92.); versei jelentek meg a Hétben, a Magyar Salonban és a Divat-Salonnál (1891.) egy lírai vers-pályázaton szintén díjat nyert, ennek azóta, az Ország-Világnak és Magyar Szemlének 1892 tavaszától állandó munkatársa. Az 1892. október 1-jén megindult Pestmegyei Hirlapnak rendes dolgozótársa volt.
Álneve: Don Morgó, a Magyar Figaróban, Urambátyámban és Üstökösben 1889-91-ben.

## Munkái

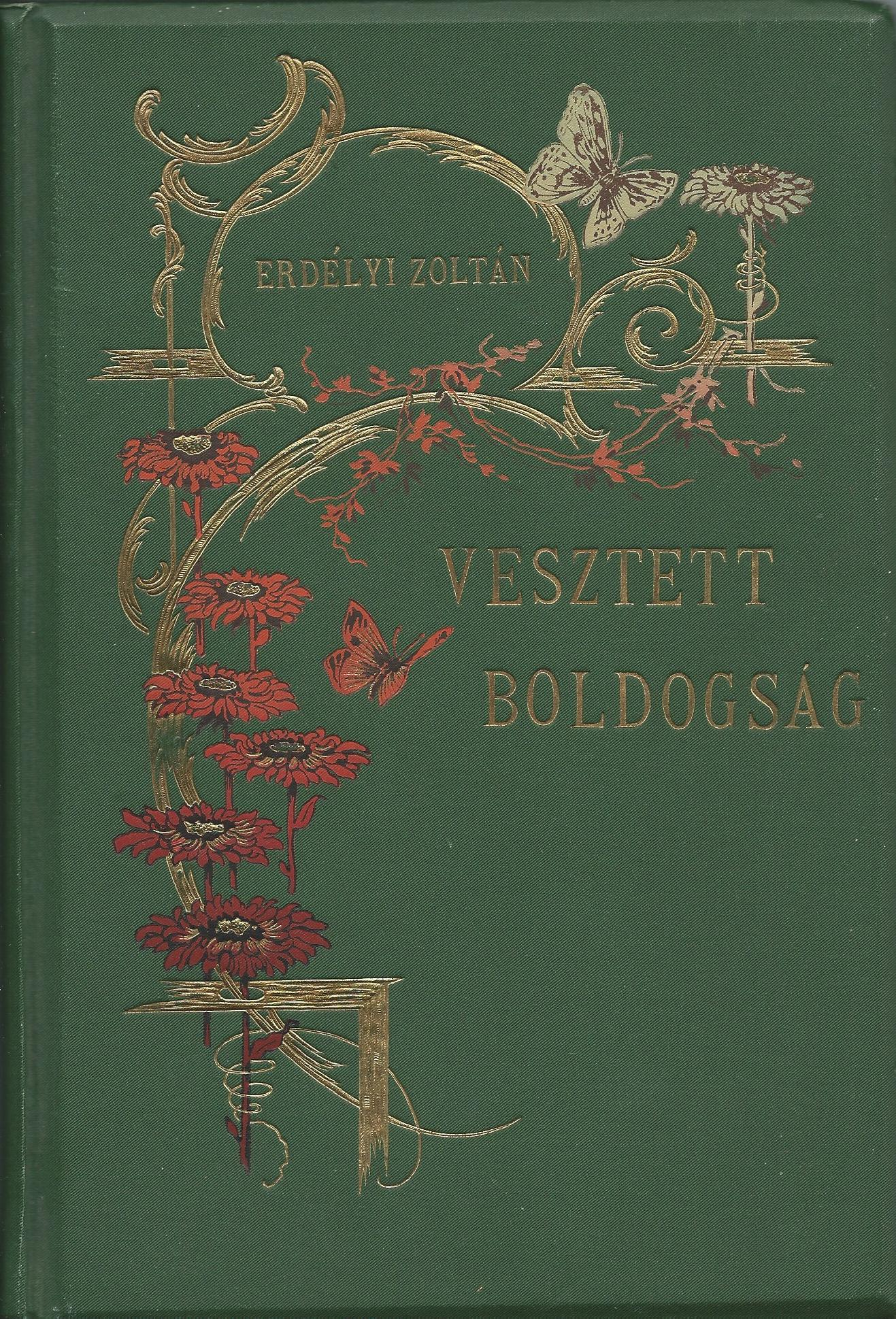
Az 1898-ban a Franklin-társulatnál megjelent Vesztett boldogság c. kötetének borítója

- Május. Bpest, 1892. (Költemények, melyben a Laura-cyklus figyelmet keltett. Ism. Magyar Hirlap 265. sz. Magyar szemle és Élet.)
- Epizódok (versek) Bp., 1896.
- Laura-dalok (versek) Bp., 1898.
- Vesztett boldogság. (Verses rege.) Bp., Franklin-társulat, 1898.
- Dózsa György, vagy a parasztlázadás 1514-ben. Bp., 1899.
- Margitsziget és más kisebb költői elbeszélések. Bp., 1901.
- Hunyadi János és kora. Bp., 1903.
- Bazsalikom. (Költői elbeszélés.) Bp., 1909.
- A hazaáruló. (Színmű.) Bp., 1913.

### Színművei
- »Megjött a papa«, vígjáték 1 felvonásban, 1904. jan. 7. Nemzeti Színház.
- »Oroszlánbőr«, vígjáték 1 felvonásban, 1905. ápr. 14.